# 塞耶氏下脂鯉
塞耶氏下脂鯉（學名：Hypomasticus thayeri），為輻鰭魚綱脂鯉目脂鯉亞目上口脂鯉科的其中一個種，分布於南美洲 巴西Paraíba do Sul、Doce及伊塔佩米林河流域，體長可達15.7公分，棲息在植被生長茂密的水域，成對出現，生活習性不明。